# Ali Lankoandé
Ali Lankoandé (* 10. November 1930 in Tessaoua; † 28. Mai 2014) war ein Politiker aus Burkina Faso (bis 1984 Obervolta). Seit 2005 war er Parteipräsident der sozialdemokratischen Partei PDP/PS.
Lankoandés Leben, aber auch sein politisches Wirken waren geprägt von seiner beruflichen Ausbildung und Tätigkeit als Physiker, Forscher und Lehrer. In den 1960er Jahren war er Gründungsmitglied der Lehrergewerkschaften Syndicat National des Enseignants Africains de Haute-Volta und Syndicat Unique Voltaïque des Enseignants du Secondaire. Später, von 1970 bis 1974 und von 1978 bis 1980 saß er in der Nationalversammlung, dem burkinischen Parlament.
Lankoandé gehörte zu den wichtigsten und treusten politischen Weggefährten Joseph Ki-Zerbos, von dem er 2005 auch die Präsidentschaft seiner Partei übernahm.
2005 stellte er sich als Kandidat für das Amt des Präsidenten zur Wahl, bei der er mit 1,74 % der Wählerstimmen den sechsten Rang erreichte.